# Horgau
Horgau este o comună aflată în districtul Augsburg, landul Bavaria, Germania.